# Elektroniczna wymiana danych
Elektroniczna wymiana danych (ang. electronic data interchange, EDI) – automatyczna wymiana danych i dokumentów między różnymi systemami komputerowymi z wykorzystaniem ustalonych formatów komunikatów.

EDI określa sposób wymiany pomiędzy komputerami stron dokładnie określonych co do formatu komunikatów zawierających treści inne niż mechanizmy przekazu środków pieniężnych. W ramach EDI definiuje się sekwencję komunikatów między stronami transmisji, przy czym każda z nich może być jej nadawcą lub odbiorcą. Dane zawierające treść dokumentów mogą być przesłane od nadawcy do odbiorcy poprzez środki porozumiewania się na odległość lub też mogą być przewiezione na nośniku pamięci.

Celem EDI jest wyeliminowanie wielokrotnego wprowadzania danych oraz przyspieszenie i zwiększenie dokładności przepływu informacji dzięki połączeniu odpowiednich aplikacji komputerowych między firmami uczestniczącymi w wymianie. Użycie EDI pozwala poprawić czasową dostępność informacji logistycznej, poszerzyć i uściślić dane, a także zmniejszyć pracochłonność procesu. Aby w pełni wykorzystać zalety EDI, uczestnicy kanału logistycznego powinni się komunikować za pośrednictwem komputera. Innymi słowy, efektywne wdrożenie EDI wymaga bezpośredniej komunikacji między systemami komputerowymi, zarówno nabywców, jak i sprzedawców produktu.
Komunikaty EDI są technicznym sposobem zapisu komunikacji biznesowej pomiędzy dwiema stronami (wewnątrz lub na zewnątrz przedsiębiorstwa).
Standardy EDI określają ściśle format przesyłanych dokumentów.
EDI nie określa sposobu przesyłania komunikatów – mogą one być przesyłane przez dowolne medium, którym posługują się obie strony transmisji. Może to być transmisja modemowa, poprzez FTP, SFTP, HTTP, AS1, AS2.
IETF określiła standardy przesyłu komunikatów EDI przez Internet: w 2002 RFC 3335 określił sposób przesyłania EDI poprzez pocztę elektroniczną, a w 2005 roku określono sposób przesyłania przez HTTP z użyciem MIME (AS2) w RFC 4130.
Najczęściej używane standardy komunikatów EDI:
- EDIFACT – jedyny standard międzynarodowy, stosowany przeważnie poza krajami Ameryki Północnej, zalecany przez Narody Zjednoczone.
- ASC X12(inne języki) – amerykański standard ANSI, stosowany głównie w Ameryce Północnej.
- TRADACOMS – standard rozwijany przez ANA (Article Numbering Association) stosowany w handlu detalicznym w Wielkiej Brytanii.
- ODETTE – standard stosowany w europejskim przemyśle motoryzacyjnym.
- HL7 – standard elektronicznej wymiany informacji w środowiskach medycznych.
- Edig@s (EDIGAS) – standard używany w przemyśle gazowniczym.

Najważniejsze korzyści z EDI to m.in. oszczędność czasu, zwiększanie produktywności, zmniejszenie liczby błędów, łatwiejsze monitorowanie danych, zwiększenie satysfakcji klientów i korzyści finansowe.